# كلاوديو ميدينا
كلاوديو ميدينا (بالإسبانية: Claudio Medina)‏ هو لاعب كرة قدم إسباني في مركز الهجوم، ولد في 6 سبتمبر 1993 في ليون في إسبانيا. لعب مع الاتحاد الشعبي للانغريو ‏.

## وصلات خارجية
- كلاوديو ميدينا على موقع قاعدة بيانات كرة القدم.إي يو (الإنجليزية)
- كلاوديو ميدينا على موقع Soccerway.com (الإنجليزية)